# 路博迈
路博迈（英語：Neuberger Berman Group LLC）是一家美国投资管理公司。

## 历史

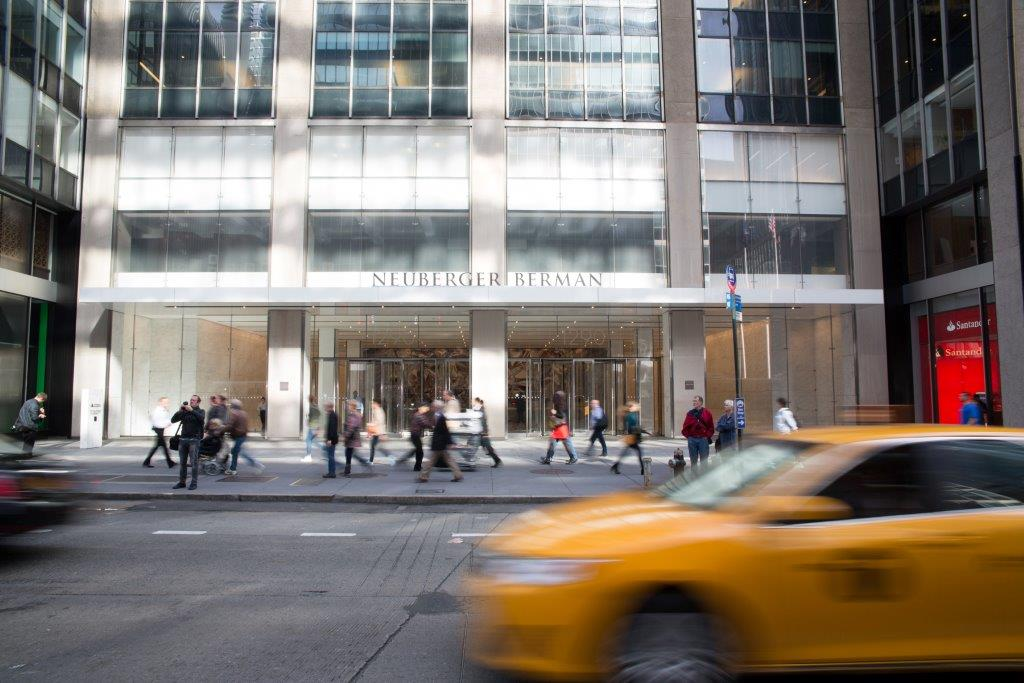
公司总部

1939年创立于美国纽约，1999年在纽约证券交易所挂牌上市，2003年10月31日被雷曼兄弟以26.3亿美元收购，从纽约证券交易所退市，成为其投资管理部门。2008年雷曼兄弟破产后，通过收购计划，成为一家新的公司并延续至今。